# ۵۰۰ ترانه برتر تمام دوران

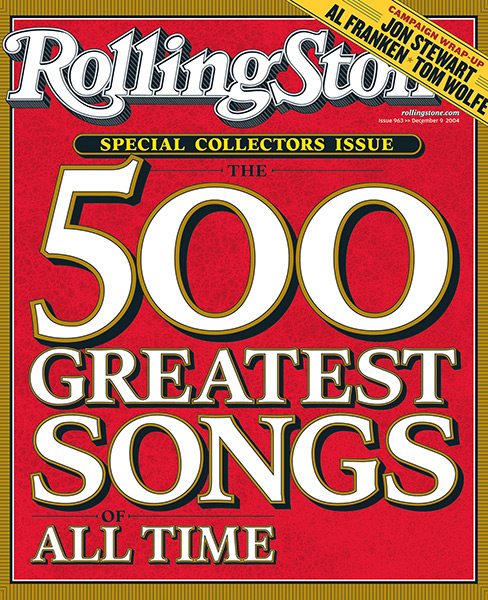

۵۰۰ ترانه برتر تمام دوران یکی از شماره‌های ویژهٔ مجلهٔ رولینگ استون بود که در ۹ دسامبر ۲۰۰۴، یک‌سال پس از انتشار ۵۰۰ آلبوم برتر تمام دوران، منتشر شد. این لیست براساس رای موزیسین‌های منتخب، منتقدان موسیقی و برخی تهیه‌کنندگان موسیقی تهیه شده و تاکنون چند بار ویرایش شده است.

## بازخورد
این فهرست پس از انتشار بسیار در بین هوادارن موسیقی جنجال‌برانگیز شد؛ چندین شاهکار موسیقی جایگاه‌های پایین‌تری را نسبت به دیگر ترانه‌ها داشتند. برای مثال ترانهٔ «پلکانی به بهشت» از لد زپلین جایگاه ۳۱، «حماسه کولی» از کوئین جایگاه ۱۶۳، «دود روی آب» از دیپ پرپل جایگاه ۴۲۶، «خلسه دلپذیر» از پینک فلوید جایگاه ۳۲۱ یا «عشق ما را از هم جدا می‌کند» از جوی دیویژن جایگاه ۱۸۱ را گرفتند.

## آمار
- این فهرست در سال‌های ۲۰۱۰ و ۲۰۲۱ توسط رولینگ استون به‌روزرسانی شده است.

## ۱۰ ترانهٔ اول
| فهرست ۲۰۰۴ | فهرست ۲۰۱۰ | سال  | ترانه                | هنرمند        |
| ---------- | ---------- | ---- | -------------------- | ------------- |
| ۱          | ۱          | ۱۹۶۵ | چون یک خانه‌به‌دوش     | باب دیلن      |
| ۲          | ۲          | ۱۹۶۵ | ارضا (نمی‌شوم)        | رولینگ استونز |
| ۳          | ۳          | ۱۹۷۱ | تصور کن              | جان لنون      |
| ۴          | ۴          | ۱۹۷۱ | چه خبر است           | ماروین گی     |
| ۵          | ۵          | ۱۹۶۷ | احترام               | آرتا فرانکلین |
| ۶          | ۶          | ۱۹۶۶ | Good Vibrations      | بیچ بویز      |
| ۷          | ۷          | ۱۹۵۸ | جانی بی. گود         | چاک بری       |
| ۸          | ۸          | ۱۹۶۸ | هی جود               | بیتلز         |
| ۹          | ۹          | ۱۹۹۱ | بوی روح نوجوانی می‌ده | نیروانا       |
| ۱۰         | ۱۰         | ۱۹۵۹ | What’d I Say         | ری چارلز      |

| فهرست ۲۰۲۱ | سال  | ترانه                  | هنرمند        |
| ---------- | ---- | ---------------------- | ------------- |
| ۱          | ۱۹۶۷ | احترام                 | آرتا فرانکلین |
| ۲          | ۱۹۸۹ | Fight the Power        | پابلیک انمی   |
| ۳          | ۱۹۶۴ | A Change Is Gonna Come | سم کوک        |
| ۴          | ۱۹۶۵ | چون یک خانه‌به‌دوش       | باب دیلن      |
| ۵          | ۱۹۹۱ | بوی روح نوجوانی می‌ده   | نیروانا       |
| ۶          | ۱۹۷۱ | چه خبره                | ماروین گی     |
| ۷          | ۱۹۶۷ | دشت‌های ابدی توت‌فرنگی   | بیتلز         |
| ۸          | ۲۰۰۱ | Get Ur Freak On        | میسی الیوت    |
| ۹          | ۱۹۷۷ | رؤیاها                 | فلیتوود مک    |
| ۱۰         | ۲۰۰۳ | !Hey Ya                | Outkast       |